# Антоненко, Степан Корнеевич
Степан Корнеевич Антоненко (25 марта 1913, Николаевка, Мариупольский уезд, Екатеринославская губерния, Российская империя — 23 августа 1982, Матвеевка, Запорожская область) — председатель колхозов Запорожской области, Украинская ССР. Герой Социалистического Труда (1966).

## Биография
Родился 25 марта 1913 года в селе Николаевка Мариупольского уезда Екатеринославской губернии(ныне Бердянского района Запорожской области).
В 1929 году закончил 7 классов Николаевской неполной средней школы. Трудовую деятельность начал в 1930 году кузнецом колхоза «Большевистская Заря» в селе Новониколаевка. С 1932 по 1934 годы — секретарь территориальной комсомольской организации с. Новониколаевка. В 1934−1935 годах — бригадир полевой бригады колхоза «Большевистская Заря». В 1935−1937 годах служил в Советской Армии.
В 1937 году окончил Ореховскую агрошколу Запорожской области. С декабря 1937 года по октябрь 1941 года — председатель колхоза «Большевистская Заря».
Участник Великой Отечественной войны с 1941 года в составе Южно-Украинского, Северо-Кавказского фронтов, отдельной Приморской Армии и 4 Украинского фронта. После окончания войны, с 1945 по 1955 годы находился на кадровой службе в Вооружённых Силах СССР. Уволен в запас в звании офицера.
С 1955 года — председатель колхоза «Большевик» Красноармейского (Вольнянского) района. В этом же году колхоз был объединён с соседним хозяйством «Заря коммунизма» Матвеевского сельского совета. Новое колхозное хозяйство получило название «Запорожская Сечь», а с 1965 года — совхоз «Запорожская Сечь».
В 1968 году Антоненко С. К. вышел на пенсию.
Умер в 1982 году в селе Матвеевка Вольнянского района Запорожской области, похоронен на сельском кладбище.
Член КПСС и член бюро Вольнянского РК КПСС. Член исполкома Матвеевского сельского совета Вольнянского района, неоднократный депутат Вольнянского районного совета депутатов трудящихся, Запорожского областного совета депутатов трудящихся.

## Награды
- Герой Социалистического Труда (22 марта 1966, «За высокие достижения в развитии животноводства, увеличение производства и заготовке мяса, молока, яиц, шерсти и другой сельскохозяйственной продукции»);
- орден Красной Звезды (1944);
- орден Отечественной войны II степени (1945);
- орден Трудового Красного Знамени (1958);
- орден Ленина (1966);
- медаль «За оборону Кавказа»;
- медаль «За победу над Германией»;
- медаль «За боевые заслуги»;
- медаль участника ВДНХ (1957);
- Большая серебряная медаль ВДНХ (1958).